# Kathedrale von Salerno

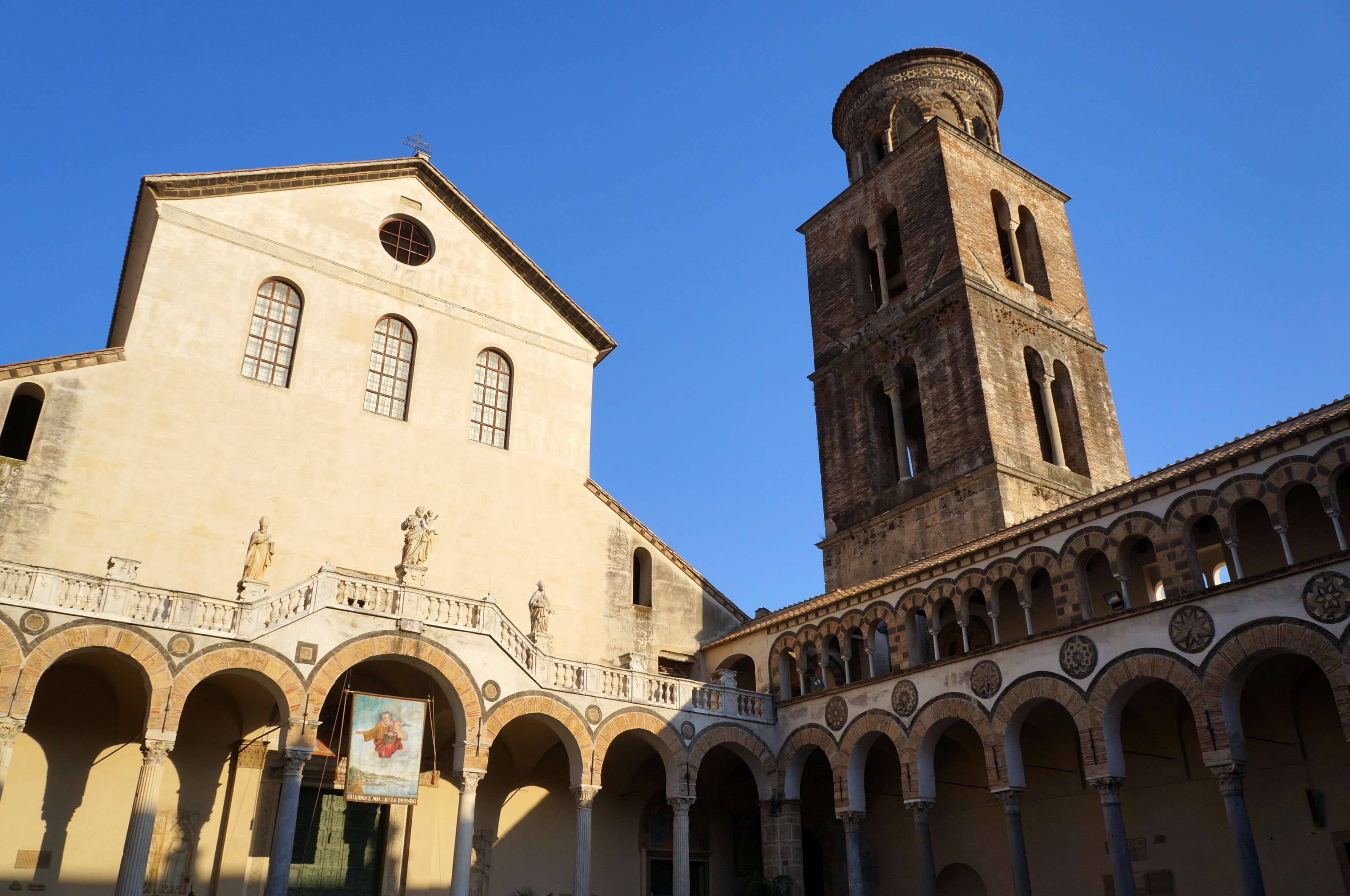
Atrium, Vorhof, Glockenturm

Die Kathedrale San Matteo (duomo) in der Stadt Salerno im Süden der Campania ist die älteste große Kirche der arabo-normannischen Baukunst. Der Bau wurde 1080 begonnen, drei Jahre nach der Übernahme der vorher mehr als 400 Jahre lang von Langobarden beherrschten Stadt durch die Normannen. Das Gotteshaus wurde bereits 1084 geweiht und 1085 fertiggestellt. Im selben Jahr starb Papst Gregor VII., dessen Überreste hier begraben liegen. 
Wegen der Kürze der Bauzeit bildeten sich über die Jahrhunderte immer wieder Risse an dem Bauwerk.
Anders als spätere Werke ihres Baustils weist die Kirche noch keine Spitzbögen auf. Beim Grundriss der Basilika mit vorgelagertem Atrium orientierte man sich an der Abteikirche von Montecassino.
Nach schweren Schäden durch ein Erdbeben im Jahr 1688 wurde die Kathedrale mit barocken Veränderungen wiederhergestellt. Im 20. Jahrhundert hat man versucht, die ursprüngliche Fassade zu rekonstruieren.

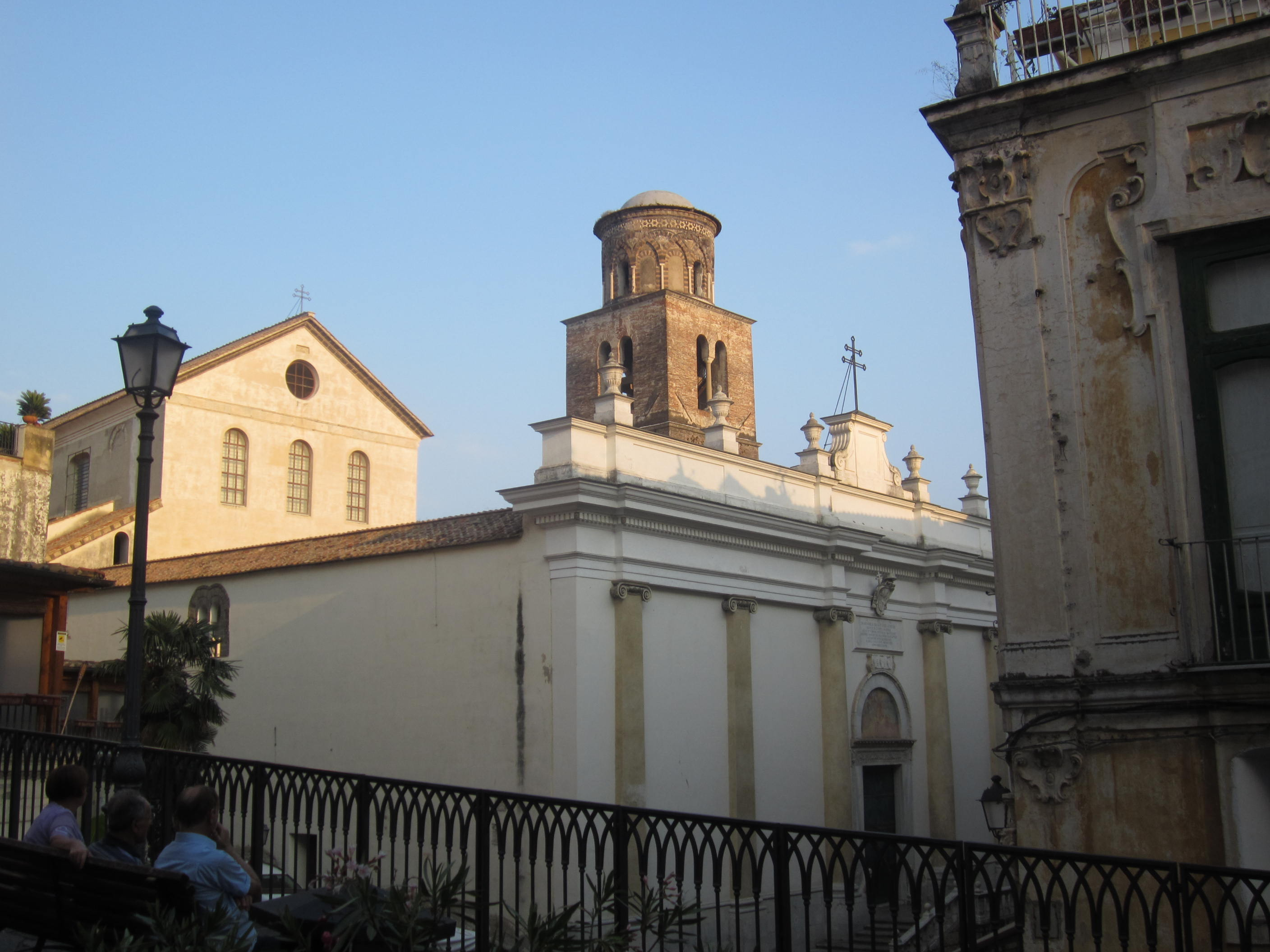
Atrium von außen
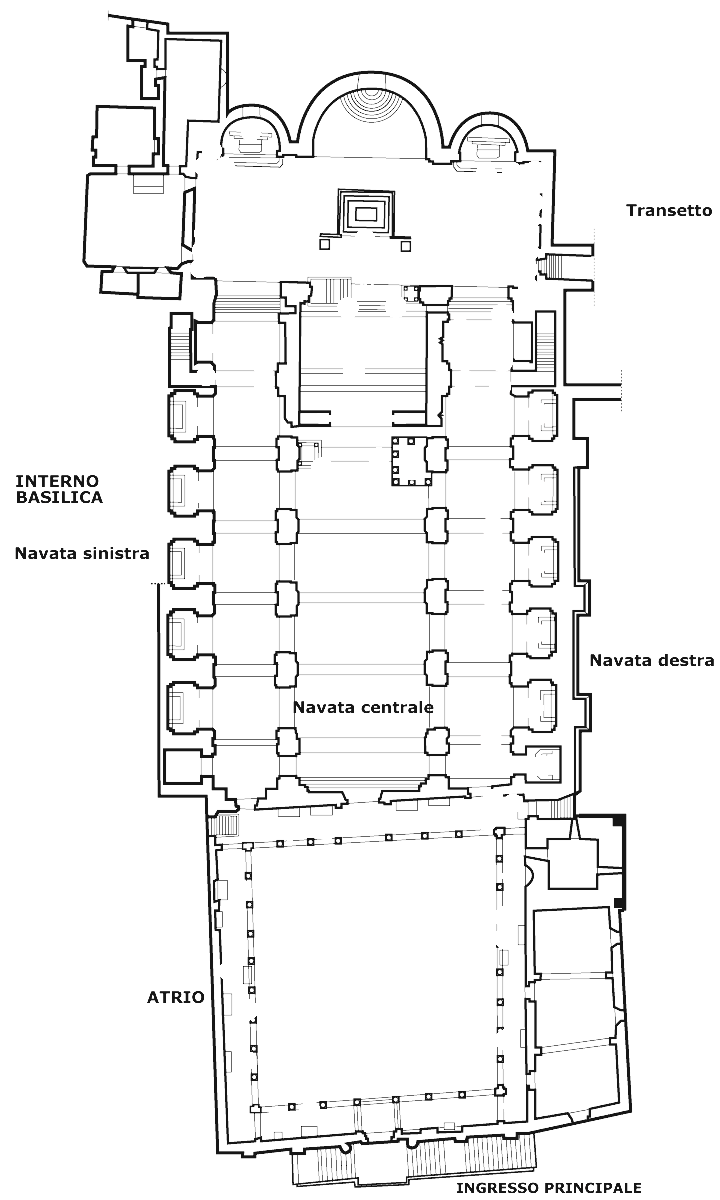
Grundriss
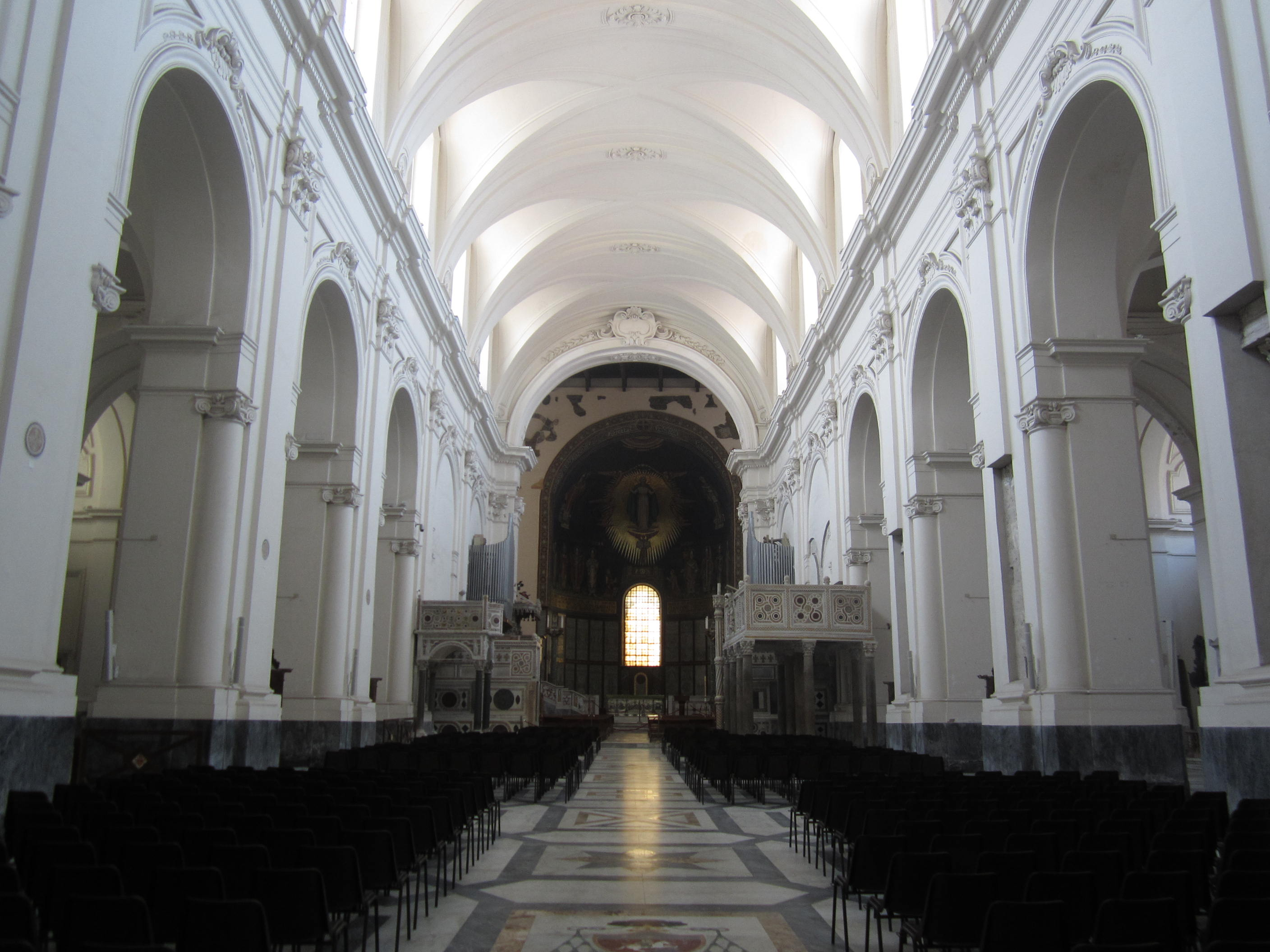
Mittelschiff mit zwei Ambonen
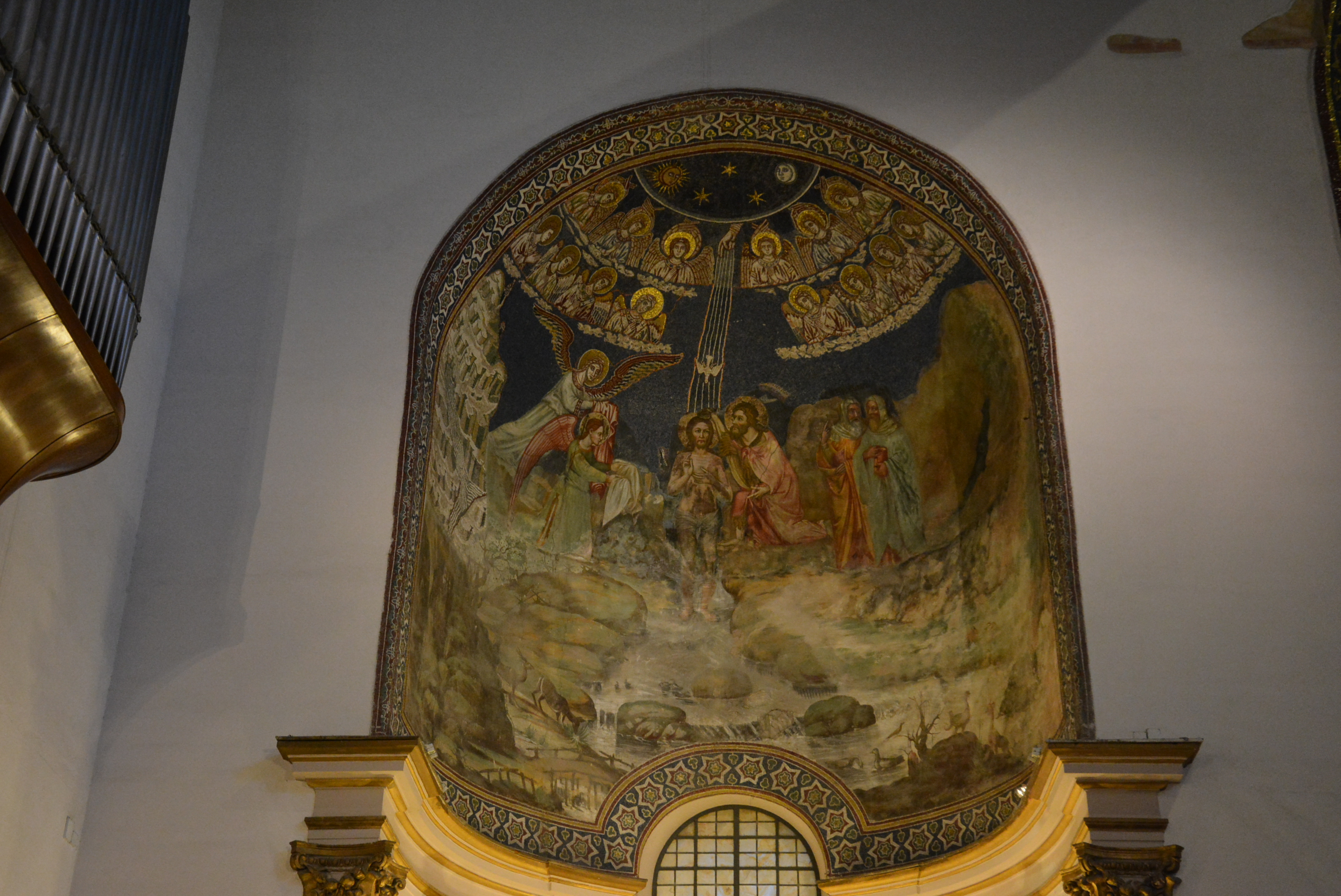
Mosaiken der linken Apsis
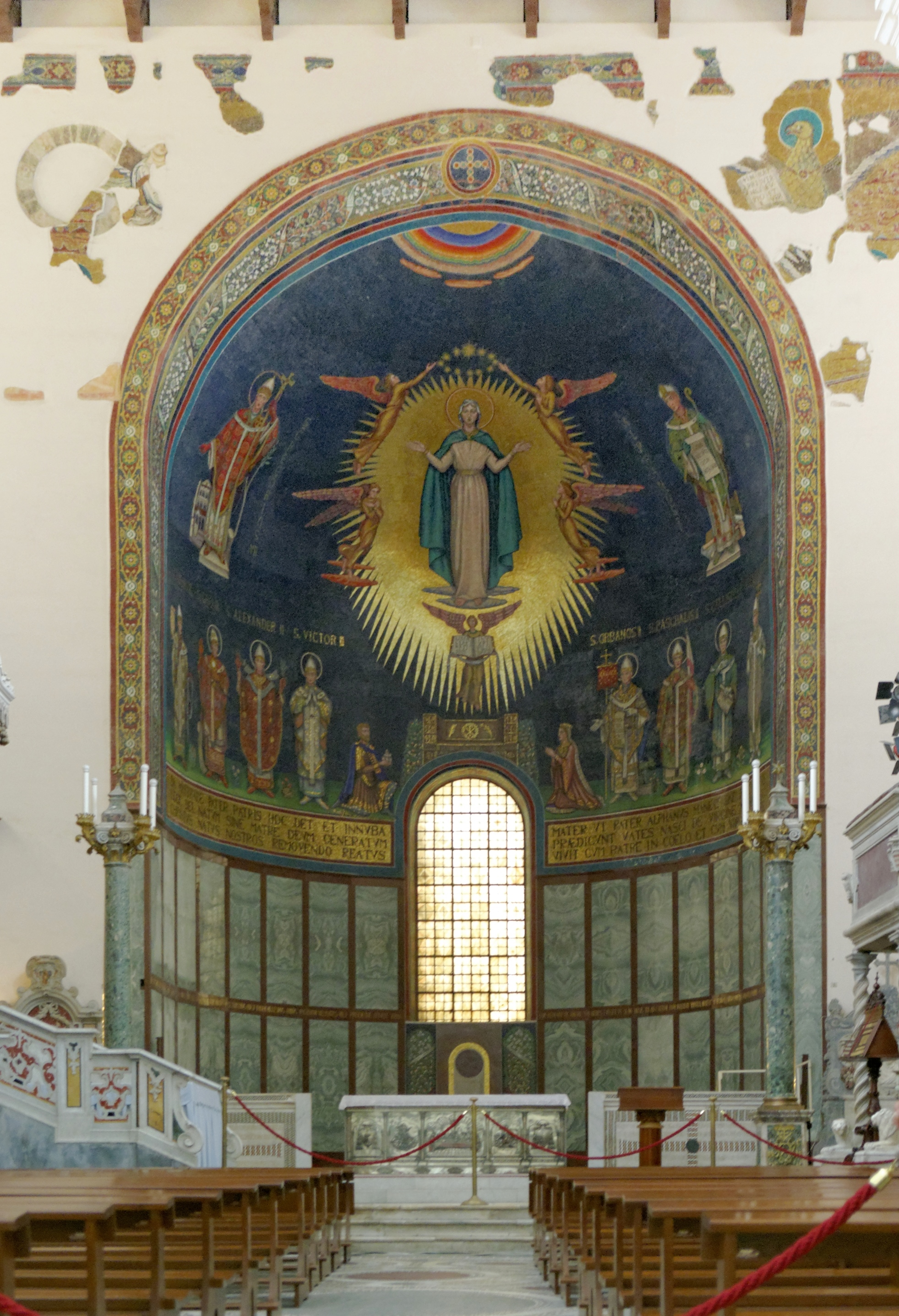
Mittlere Apsis
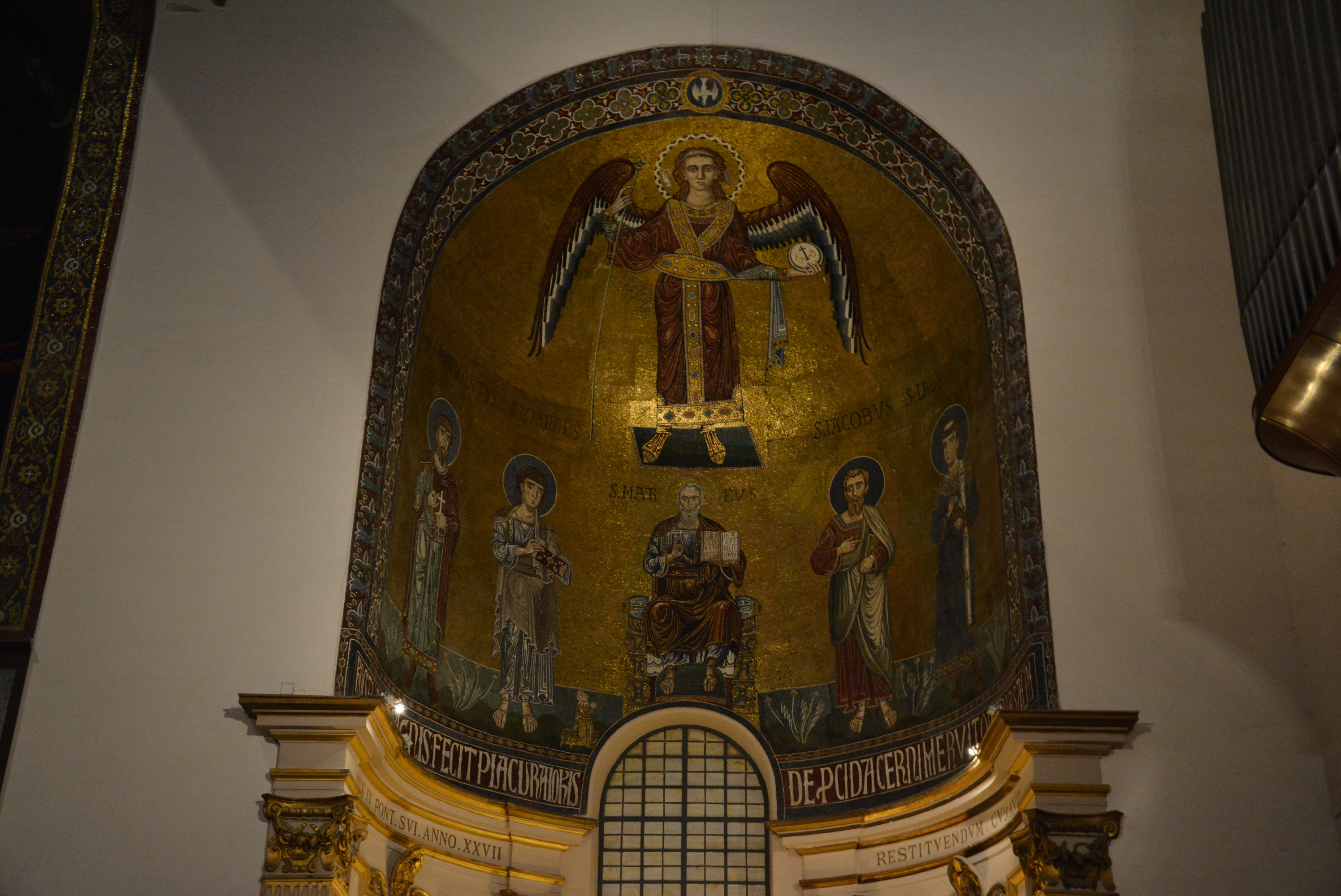
Mosaiken der rechten Apsis
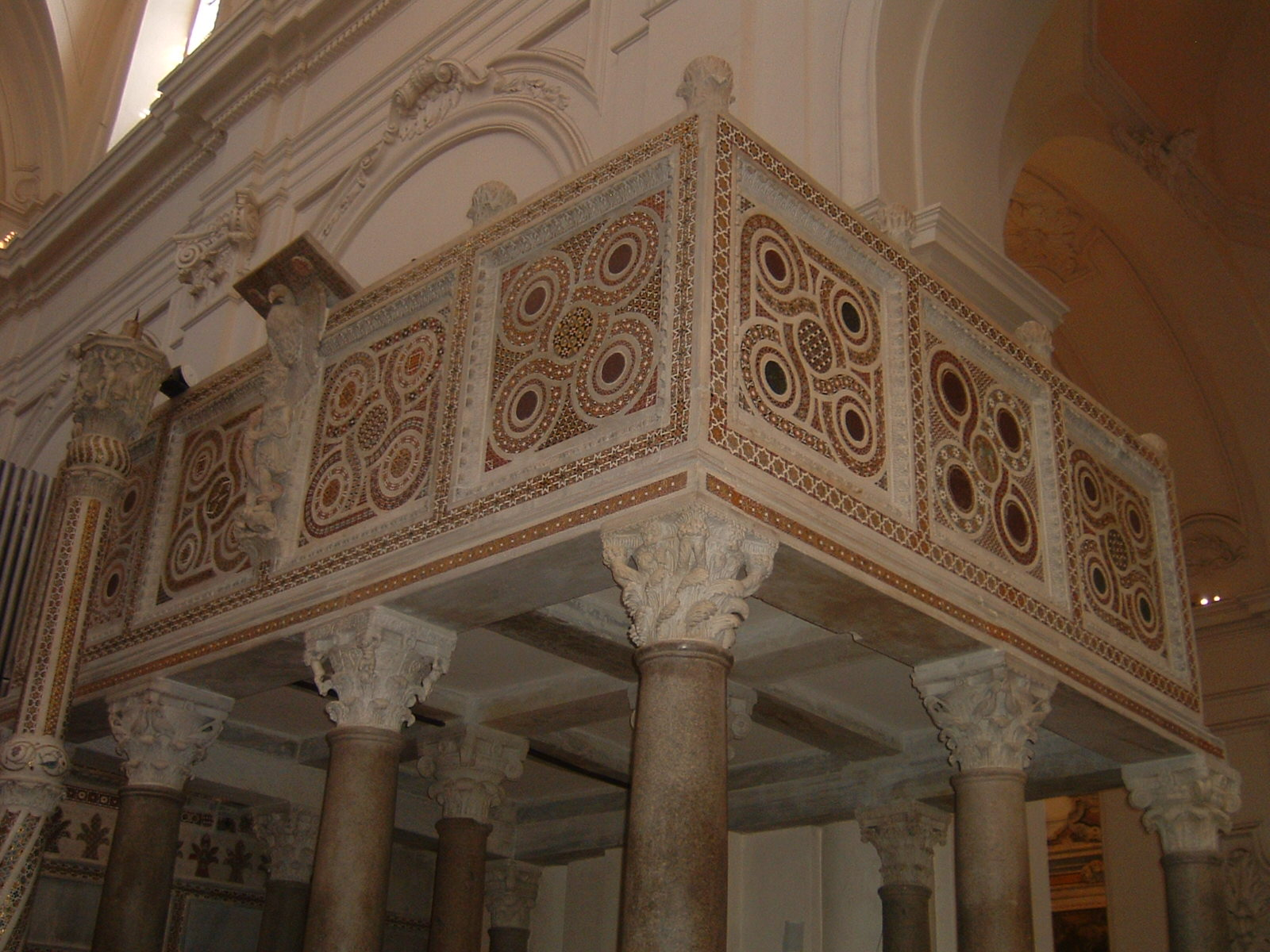
Einer der Ambonen
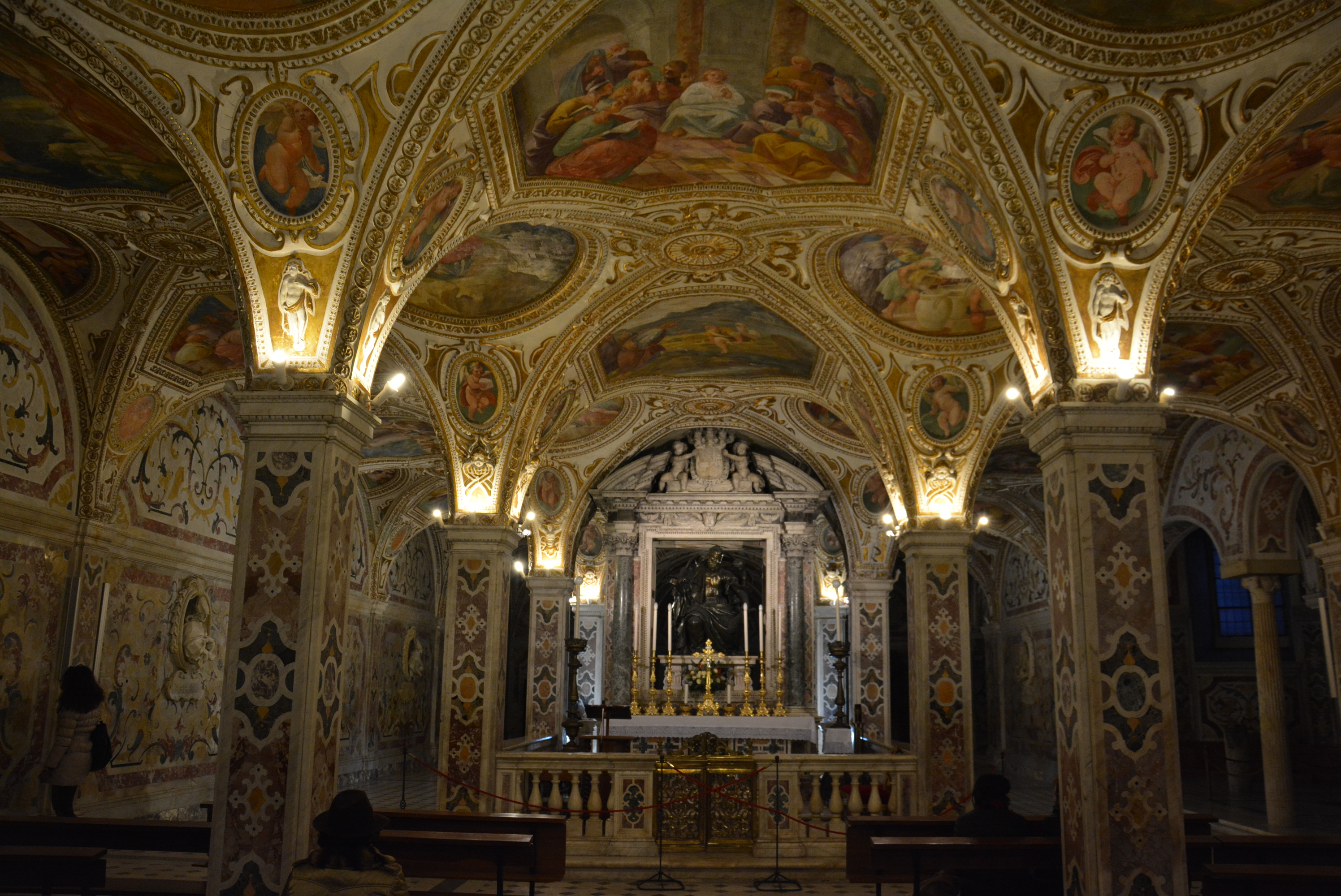
Krypta mit barockem Marmor- und Freskendekor